# Geleira Geikie
A Geleira Geikie (54° 17′ S, 36° 41′ O) é uma geleira que flui do nordeste para a Baía de Mercer,  na extremidade sudoeste da Baía Oeste de Cumberland, Geórgia do Sul. Foi mapeada primeiramente pela Expedição Antártica Sueca, 1901-04, sob o comando de Otto Nordenskjöld, que a batizou com o nome de Sir Archibald Geikie (1835-1924), notório geólogo escocês e Diretor Geral do Geological Survey Great Britain (Serviço Geológico da Grã-Bretanha), 1882-1901.
 Este artigo incorpora material em domínio público  de United States Geological Survey   , documento "Geleira Geikie" (conteúdo do Geographic Names Information System).